# FIFAワールドカップ・予選
FIFAワールドカップ・予選は、FIFAワールドカップにエントリーしたナショナルチームから本大会に出場できるチームを決めるための大会である。

## 概要
予選は、6つのFIFA傘下の地域連盟ごとに開催される。1934年のサッカーイタリア代表を除き、開催国枠があり、開催国は予選を無条件で免除され、本大会にシードされる。
出場国の決定方法は各連盟に委ねられているが概ね参加国同士がホームとアウェーで対戦し勝点を競うリーグ戦、ないしプレーオフの結果で決定される。出場枠は地域連盟ごとに毎大会配分が決定される。地域毎に本大会出場枠、参加国数が異なるため予選の運営方式も様々であり、加盟国自体が少ない南米は全参加国の総当たり、加盟国と本大会出場枠共に多い欧州では全参加国をいくつかのリーグに分配し上位チームが本大会に出場する方式、加盟国の多さに対し本大会出場枠の少ないアジアでは参加国をリーグに分けた後上位チームで再びリーグ戦を行う段階方式が採用されている。
出場枠の配分は地域性は殆ど考慮されず連盟のレベルや直前の大会の実績で決められる。
割り振られる出場枠は整数とは限らず、「整数＋0.5」の場合もある。これは大陸間プレーオフの出場枠であり、異なる地域連盟に所属する2カ国により、1枠をかけて対戦するものである。例えばある地区の出場枠が4.5であれば、その地区から4チームは自動的に本大会出場権を獲得し、1チームが他の地域連盟のチームと本大会出場権を賭けて対戦を行う。
連盟や大会によっては、大陸選手権の予選もしくは本大会の一部または全部をワールドカップ予選と兼ねて行う場合もある。このような形式は、特にサッカーやラグビーなどのスポーツで見られる。このため本来予選を免除される前回優勝国が参加している例もある。
予選参加国に何らかの問題があった場合、予選参加権を剥奪されたり、予選の途中で除外もしくは0-3の敗戦扱いとなる没収試合となったりする場合がある。
- メキシコ - 1989年ワールドユース予選に年齢制限を超過した選手を出場させたため、1990年大会予選への参加不可（1988年メキシコサッカー連盟スキャンダルを参照）。
- ベリーズ - 国内協会がFIFAに対する債務超過に陥っていたため、1990年大会予選への参加不可。
- チリ - ロハス事件のため、1994年大会予選への参加不可。
- ミャンマー - 2002年大会予選を途中で棄権したため、2006年大会予選への参加不可。
- エチオピア - 国内協会混乱のため、2010年大会2次予選途中で除外。
- シリア - タジキスタンと対戦した2014年大会2次予選に2勝して2014年大会3次予選進出を決めていたものの、3次予選の組み合わせ抽選後に無資格選手を出場させた事が発覚したため2試合ともタジキスタン勝利扱いの没収試合。
- ジンバブエ - 代表監督に対する給与の不払いのため、2018年大会予選への参加不可。
- インドネシア・クウェート - 2か国とも国内協会がFIFAより資格停止処分を受け、AFCアジアカップ2019年大会2次予選も兼ねていた2018年大会2次予選途中でインドネシアは除外処分、クウェートは残り3試合を敗戦扱いの没収試合。
- 東ティモール - AFCアジアカップ2019年大会2次予選も兼ねていた2018年大会2次予選の敗退後に出場したAFCアジアカップ2019年大会予選プレーオフにおいて無資格選手を出場させた事が後に発覚したため、予選10試合中1次予選2試合、2次予選5試合計7試合を敗戦扱いの没収試合。
- ロシア - ロシアのウクライナ侵攻のため、2022年大会2次予選途中で除外。

### 出場枠の変遷
予選の方式の詳細は、各予選記事を参照
| 回 | 予選 | 欧州 （UEFA） | アフリカ （CAF） | アジア （AFC） | オセアニア （OFC） | 北中米カリブ海 （CONCACAF） | 南米 （CONMEBOL） | 合計 |
| -- | ---- | ------------- | ---------------- | -------------- | ------------------ | --------------------------- | ----------------- | ---- |
| 2  | 1934 | 12            | 1                | 1              | -                  | 1                           | 2                 | 16   |
| 3  | 1938 | 11+H+C        | 11+H+C           | 1              | -                  | 1                           | 1                 | 16   |
| 4  | 1950 | 7+H           | -                | 1              | -                  | 2                           | 4+C               | 16   |
| 5  | 1954 | 11+H          | 11+H             | 1              | -                  | 1                           | 1+C               | 16   |
| 6  | 1958 | 10+H+C        | 10+H+C           | 10+H+C         | -                  | 1                           | 3                 | 16   |
| 7  | 1962 | 8+P+P※        | P                | P              | -                  | P                           | 3+P+H+C           | 16   |
| 8  | 1966 | 9+H           | 1                | 1              | 1                  | 1                           | 3+C               | 16   |
| 9  | 1970 | 8+C           | 1                | 1              | 1                  | 1+H                         | 3                 | 16   |
| 10 | 1974 | 8+P+H         | 1                | 1              | 1                  | 1                           | 2+P+C             | 16   |
| 11 | 1978 | 8+P+C         | 1                | 1              | 1                  | 1                           | 2+P+H             | 16   |
| 12 | 1982 | 13+H          | 2                | 2              | 2                  | 2                           | 3+C               | 24   |
| 13 | 1986 | 12+P+C        | 2                | 2              | P                  | 1+H                         | 4                 | 24   |
| 14 | 1990 | 13+H          | 2                | 2              | P                  | 2                           | 2+P+C             | 24   |
| 15 | 1994 | 12+C          | 3                | 2              | P※                 | 1+P+H※                      | 3+P※              | 24   |
| 16 | 1998 | 14+H          | 5                | 3+P            | P                  | 3                           | 4+C               | 32   |
| 17 | 2002 | 13+P+C        | 5                | 2+P+H+H※       | P                  | 3                           | 4+P               | 32   |
| 18 | 2006 | 13+H          | 5                | 4+P            | P                  | 3+P                         | 4+P               | 32   |
| 19 | 2010 | 13            | 5+H              | 4+P            | P                  | 3+P                         | 4+P               | 32   |
| 20 | 2014 | 13            | 5                | 4+P            | P                  | 3+P                         | 4+P+H             | 32   |
| 21 | 2018 | 13+H          | 5                | 4+P            | P                  | 3+P                         | 4+P               | 32   |
| 22 | 2022 | 13            | 5                | 4+P+H          | P                  | 3+P                         | 4+P               | 32   |
| 23 | 2026 | 16            | 9+P              | 8+P            | 1+P                | 3+P+P+H+H+H※                | 6+P               | 48   |

- 「H」：開催国、「C」：前回優勝国、「P」：大陸間プレーオフ
- 第1回大会は予選なし
- ※1962年大会の欧州の出場枠については、「自動出場枠8+大陸間プレーオフ枠2」が与えられていた。
- ※1994年大会については大陸間プレーオフが3枠あり、1回戦がOFC-CONCACAF、2回戦がCONMEBOL-1回戦の勝者となっていた。
- ※2002年大会については2か国共催のため、開催国枠が2つあった。
- ※2026年大会については3か国共催のため、開催国枠が3つあった。

## 通算成績（ベストテン）
2023年1月1日現在
| Rank | Team           | Part | M   | W   | D  | L  | GF  | GA  | GD   | Points |
| ---- | -------------- | ---- | --- | --- | -- | -- | --- | --- | ---- | ------ |
| 1    | メキシコ       | 17   | 189 | 121 | 41 | 27 | 453 | 134 | +319 | 404    |
| 2    | コスタリカ     | 17   | 187 | 93  | 47 | 47 | 309 | 184 | +125 | 326    |
| 3    | オーストラリア | 15   | 161 | 95  | 40 | 26 | 407 | 125 | +282 | 325    |
| 4    | 韓国           | 15   | 151 | 94  | 39 | 18 | 299 | 90  | +209 | 321    |
| 5    | イラン         | 11   | 146 | 92  | 35 | 19 | 316 | 89  | +227 | 311    |
| 6    | アルゼンチン   | 14   | 153 | 86  | 42 | 25 | 262 | 135 | +127 | 300    |
| 7    | オランダ       | 19   | 135 | 89  | 26 | 20 | 329 | 101 | +228 | 293    |
| 8    | アメリカ合衆国 | 19   | 168 | 84  | 40 | 44 | 287 | 191 | +96  | 292    |
| 9    | スペイン       | 19   | 125 | 87  | 26 | 12 | 291 | 81  | +210 | 287    |
| 10   | ポルトガル     | 21   | 149 | 83  | 35 | 31 | 284 | 146 | +138 | 284    |